# 山ノ井悠貴
山ノ井 悠貴（やまのい ゆうき、1989年12月12日 - ）は、日本の俳優、タレント及びプロデューサー。神奈川県出身。

## 人物
- 所属はなし。過去ゼルプロダクションに所属をしていたが、裏方に回る為に退所。
- ニコニコ生放送のゲーム実況者であるうんこちゃんのファンであり、実際にうんこちゃん本人に認識される。更にうんこちゃんのファンである信者衛門とTwitter上で交流をしている姿が時に見られる。
- 石川県金沢市に在住していた事もあり、好きな街としてあげている。
- 俳優活動の側ら、プロデューサーとして2014年8月に渋谷O-EASTにて、渋原COLLECTIONを開催した。他多くのイベントプロデュースを行う。

## プロデュース
- 浜田ブリトニーが率いる浜田ファミリーがお届けするニコニコ生放送PIECECHANNEL内の番組『読モぱぁりない！』(2014年)
- 第1回渋原COLLECTION 渋谷O-EAST(2014年8月27日)
- 第五回TEENS COLLECTION 舞浜アンフィシアター(2015年3月)
- 第2回渋原COLLECTION 渋谷O-EAST(2015年8月17日)
- 第六回TEENSCOLLECTION さいたまスーパーアリーナ(2015年11月23日)
- 第3回渋原COLLECTION 渋谷O-EAST(2015年8月23日)
- しぶはら学園祭2016 WOMB(2016年11月13日)
- しぶはら学園祭2017〜夏の陣〜 渋谷O-EAST(2017年8月21日)

他

## 出演

### WEB
- auLISMO!ドラマ「ヘンチメン」（ヘンチメン役、2011年）
- BeeTV連続ドラマ「午前3時の無法地帯」（2012年）
- YouTubeドラマ「コニカミノルタマンII」（社員役、2012年）
- YouTubeドラマ「コニカミノルタマンIII」（社員役、2012年）
- 新・MITONの挑戦記（ニコニコ公式チャンネル・USTREAM）（アシスタントMC、2012年〜2013年）
- イケメン生ちゃんねる（ニコニコ公式チャンネル・USTREAM)（メインMC、2012年）
- ゼル生（ニコニコ公式チャンネル・USTREAM)（4月度メインMC、2013年）

### 舞台
- 『宛名のない手紙』(Wキャスト A後半チュンセ役、Bポランの住人役) (2009年)
- 『アンデルセン〜海のむこう〜』 (ハンス・クリスチャン・アンデルセン役) (2009年)
- 『冒険者たち〜ガンバとその仲間〜』(日替わりキャスト Aヨイショ役、Bガクシャ役、Cダンサー) (2009年)
- 『GREASE』(日替わりキャスト Aダニー・ズーコ役、Bボビー役、C.Dジミー役) (2009年)
- 『オイディプス王』 (オイディプス王役) (2009年)
- 『ハイスクールミュージカル2』 (チャド・ダンフォース役) (2009年)
- 『ジャン・ヴァルジャン』(Wキャスト A後半ジャン・ヴァルジャン役、A前半フォーシュルバン役、Bテナルディエ役) (2010年)
- 『三丁目のイヤーゴー』 (花田吾一役) (2010年)
- 『湯気のなかのアリアII』 (カン吉役) (2010年)
- 『アウリスのイフィゲネイア』 (メネラオス役) (2010年)
- 『二都物語〜赤き花びらの行方〜』 (ジャッカル役) (2010年)
- 『シラノ・ド・ベルジュラック〜永遠なる愛の詩〜』 (カルボン・ド・カステル・ジュルウ・カデエ役) (2010年)
- 『万葉のジュピター』(オスカー役) 主演 (2011年)
- 『キトキの月想曲』 (安土カズヒコ役、マルフェル役、クライタス役、ジョフク一族の民役) (2011年)
- 『アンティゴネ』(報せの男甲役、コロス(舞唱団)役) (2011年)
- 『スレンドラの夢』 (ラビ役、土闇の扉E役) (2011年)
- 『リア王〜戯れと嘆きのロマンセ〜』(エドマンド・グロスター役) (2011年)
- 劇団空感エンジンプロデュース公演『オサエロ』(浅井勝彦役) (2013年 脚本藤森一朗)
- 劇団空感エンジンプロデュース公演『Juliet』(網代聡役) (2014年 脚本藤森一朗)
- 劇団空感エンジンプロデュース公演『アプリの王子様(仮)〜さびしんぼうナイト編〜』(オーナー役) (2014年 脚本演出高橋優太)
- 劇団空感エンジンプロデュース公演『十二人の怒れる人々』(陪審員長役) (2014年 脚色藤森一朗)

### CM
- 「すき家牛丼祭り」(2009年)
- プレスキット「ミッキーのフィルハーマジック」(2011年)
- 「カロリーメイト」 (2012年)
- 城南建設「住宅情報館」(2012年)
- KIRIN「のどごし生」(2012年)
- カネボウ化粧品「KATE」(2012年)

### TV
- 「左目探偵EYE」（TBS、2010年）
- 「LADY〜最後の犯罪プロファイル〜」（TBS、2010年）
- 「桜からの手紙〜AKB48それぞれの卒業物語〜」（日本テレビ、2011年）
- 『南青山情報局』（千葉テレビ、ゲスト 2011年）
- 「所さんの目がテン!」（日本テレビ、2011年）
- 「黒い10人の黒木瞳II」（NHK BSプレミアム、2011年）
- 「レジデント〜5人の研修医〜」（TBS、2011年）
- 「東京全力少女」（日本テレビ、大学生役 2011年）
- 「宮部みゆきミステリー パーフェクト・ブルー」（TBS、2011年）
- 「女と男の熱帯」（WOWOW、2013年）
- 「月曜から夜ふかし」（日本テレビ、2013年）
- 「黒の滑走路3」（フジテレビ、2013年
- 「半沢直樹」（TBS、第2営業部半沢班社員役 2013年

### 映画
- 『時をかける少女』(2010年公開)
- 『書道ガールズ!! わたしたちの甲子園』(2010年公開)
- 『-FLOWERS-』(2010年公開)
- 『あしたのジョー』(2011年公開)
- 『カルテット』(2012年公開)
- 『男子高校生の日常』(2013年公開)
- 『東京〜ここは、硝子の街〜』(寺西一浩監督)(2014年公開)[1]

### イベント
- 2012年8月4日 前原海水浴場内、海の家「ひまわり」にて行われた『ZELEPRO イベントlight 2012』に出演。
- 2013年5月3日5月4日 ホテル椿山荘東京にて行われた『スイーツマリアージュ in 東京 2013』にMCとして出演。
- 2013年6月 トレッサ横浜にて行われた『レ・ミゼラブルBlu-ray&DVD発売記念フラッシュモブイベント』にサポートキャストとして出演。
- 2013年11月 新宿ロフトプラスワンにて行われた『第6回浜田ブリトニーのB-1グランプリ』にMCとして出演。[2]
- 2013年12月 赤坂BLITZにて行われた『第3回東京ボーイズコレクション』にモデルとして出演。